# Argyrotegium poliochlorum
Argyrotegium poliochlorum là một loài thực vật có hoa trong họ Cúc. Loài này được (N.G.Walsh) J.M.Ward & Breitw. mô tả khoa học đầu tiên năm 2003.